# Krupp (Washington)
Krupp és una població dels Estats Units a l'estat de Washington. Segons el cens del 2000 tenia 60 habitants.

## Demografia
Segons el cens del 2000, Krupp tenia 60 habitants, 24 habitatges, i 15 famílies. La densitat de població era de 38,6 habitants per km².
Dels 24 habitatges en un 33,3% hi vivien nens de menys de 18 anys, en un 62,5% hi vivien parelles casades, en un 0% dones solteres, i en un 37,5% no eren unitats familiars. En el 29,2% dels habitatges hi vivien persones soles el 4,2% de les quals corresponia a persones de 65 anys o més que vivien soles. El nombre mitjà de persones vivint en cada habitatge era de 2,5 i el nombre mitjà de persones que vivien en cada família era de 3,27.
Per edats la població es repartia de la següent manera: un 31,7% tenia menys de 18 anys, un 1,7% entre 18 i 24, un 23,3% entre 25 i 44, un 35% de 45 a 60 i un 8,3% 65 anys o més.
L'edat mediana era de 42 anys. Per cada 100 dones de 18 o més anys hi havia 105 homes.
La renda mediana per habitatge era de 37.679 $ i la renda mediana per família de 37.857 $. Els homes tenien una renda mediana de 36.250 $ mentre que les dones 21.250 $. La renda per capita de la població era de 9.149 $. Cap de les famílies i el 2,7% de la població estaven per davall del llindar de pobresa.

## Poblacions més properes
El següent diagrama mostra les poblacions més properes.